# Mardalsfossen

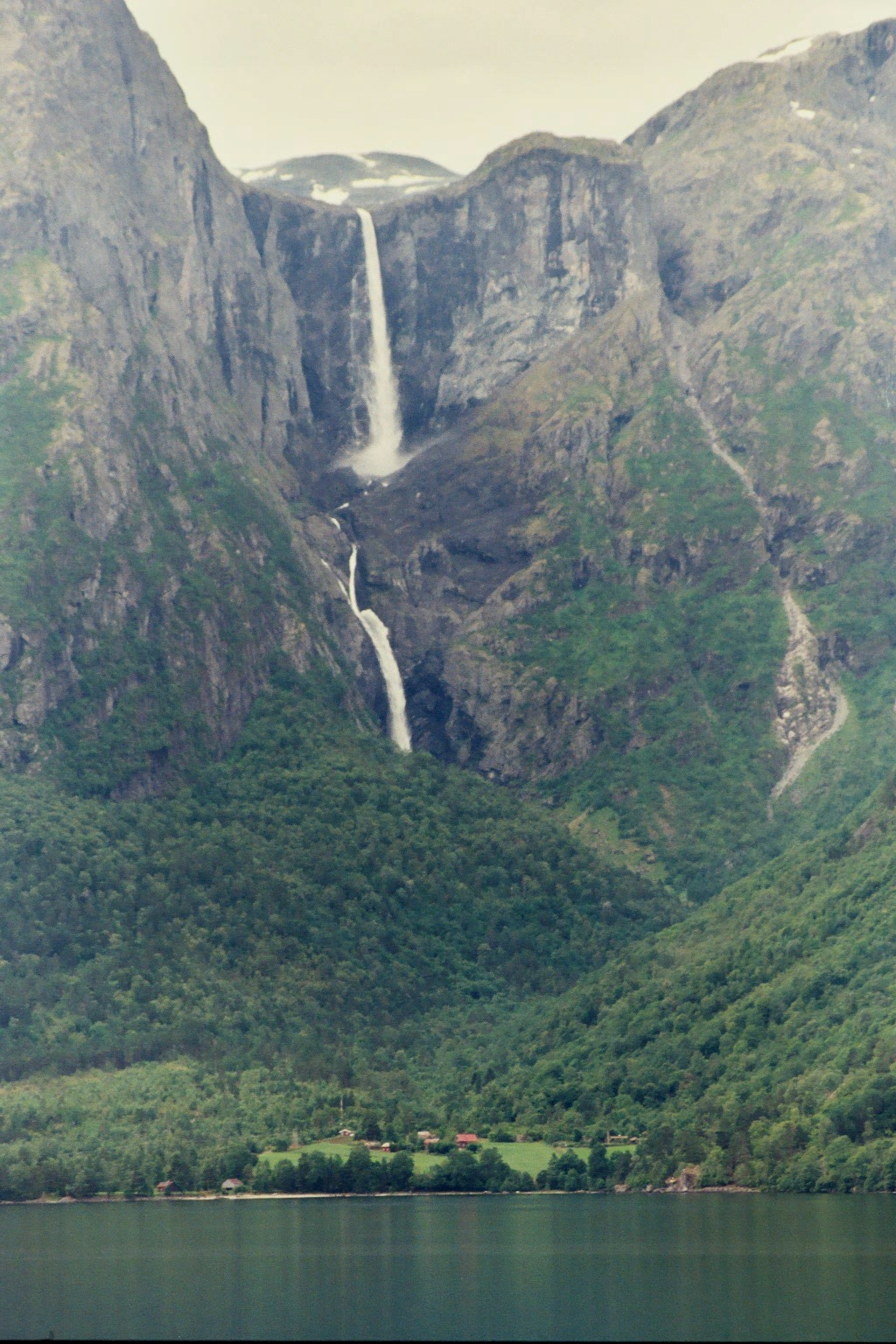
Mardalsfossen

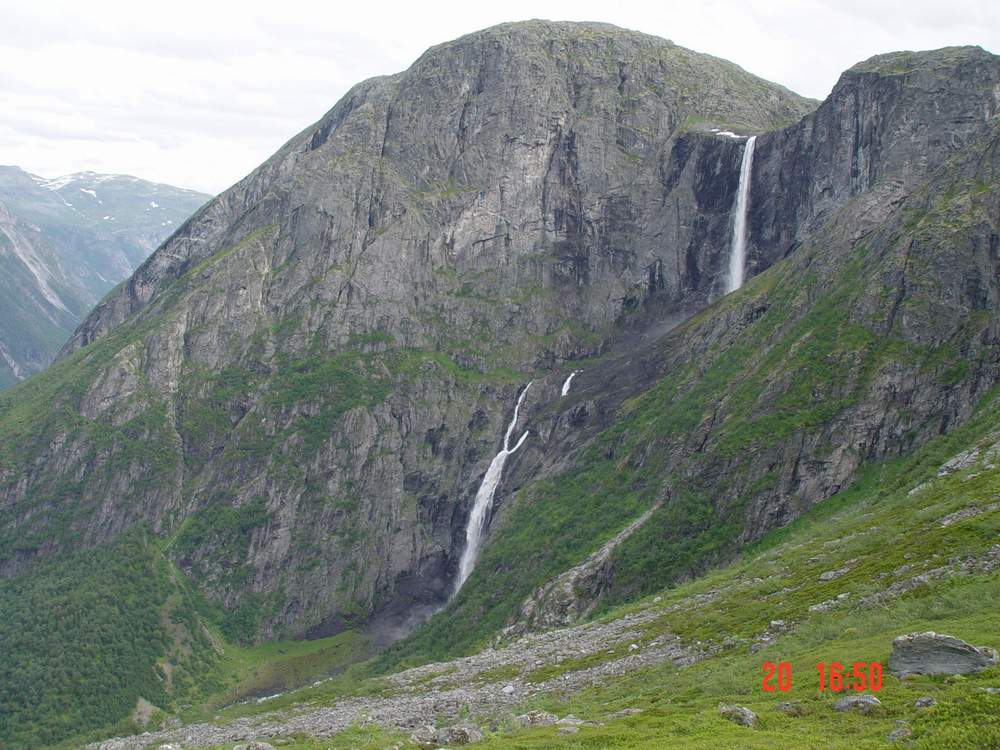
Mardalsfossen

Der Mardalsfossen ist ein Wasserfall in Norwegen in der Provinz Møre og Romsdal, Kommune Molde.

## Geographie
Die komplette Fallhöhe beträgt 655 m, der Mardalsfossen ist einer der höchsten Wasserfälle Europas mit 297 m freiem, lotrechtem Fall auf den oberen Absatz. Gespeist wird der Mardalsfossen aus dem 945 m hoch gelegenen See Mardalstjønna.
Der Schwemmkegel des Mardalsfossen hat sich aus mitgeschwemmtem Geröll gebildet. Neben den Seen tragen seit Jahrtausenden auch Firnfelder dazu bei, dass während des ganzen Sommers Wasser fließt. Die Felswände – vorwiegend aus hartem Gneis – halten jeglicher Erosion stand.

## Gewinnung elektrischer Energie
Seit 1970 wird der Wasserfall zur Stromerzeugung umgeleitet und der Mardalsfossen somit trockengelegt. Nach heftigen Protesten der Bevölkerung lässt man ihn mit 3 m³/s (zwischen 20. Juni und 20. August) statt der ursprünglichen 45 m³/s als Touristenattraktion frei fließen. Der Mardalsfossen fließt über die Mardola zusammen mit dem Ytste Mardola in den 22 km langen Eikesdalsee.
1970 band sich der Begründer der Tiefenökologie, der Norweger Arne Næss, in Höhe des Falles an, um gegen dieses Staudammprojekt zu protestieren.